# Stiftunglife

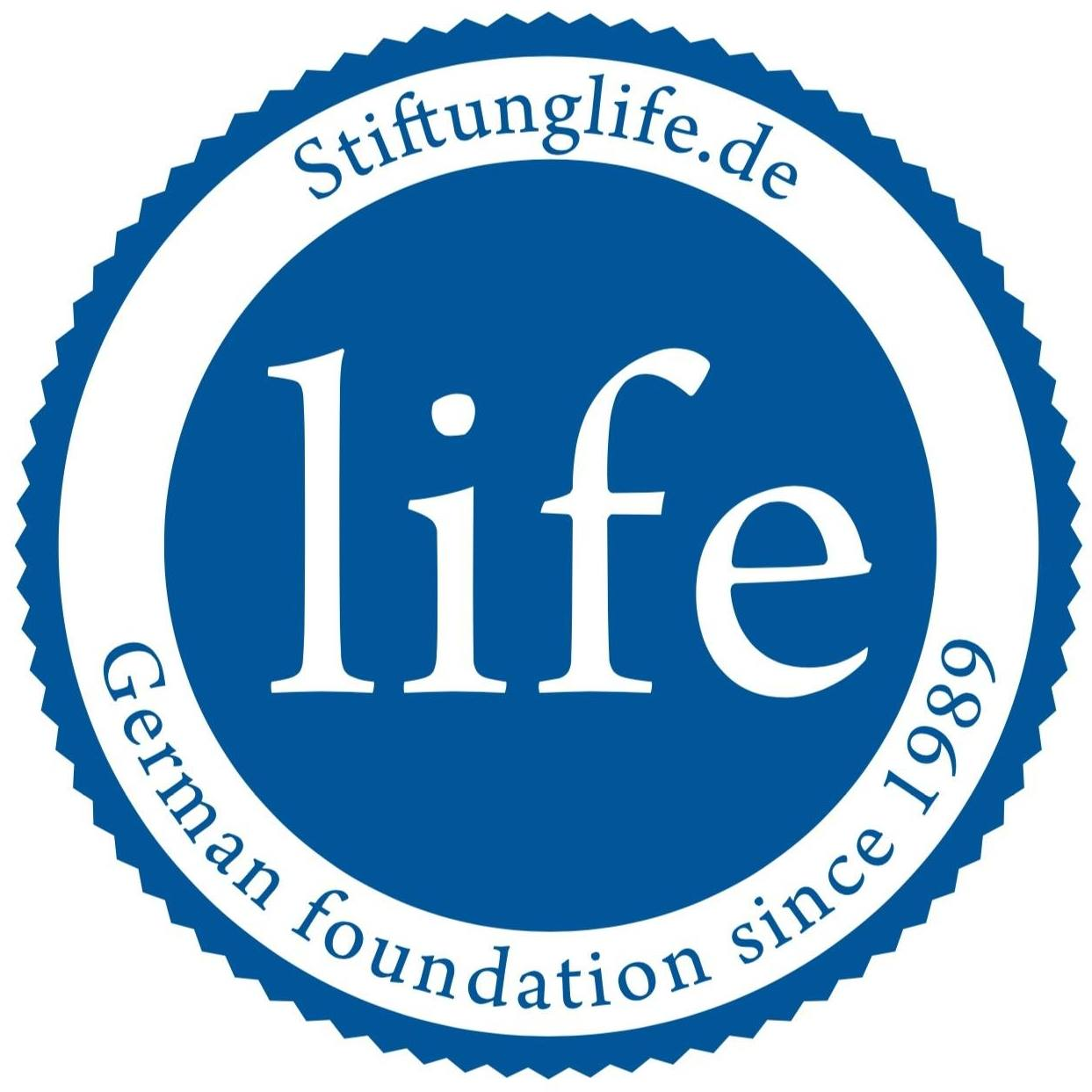
Das aktuelle Logo der Stiftunglife

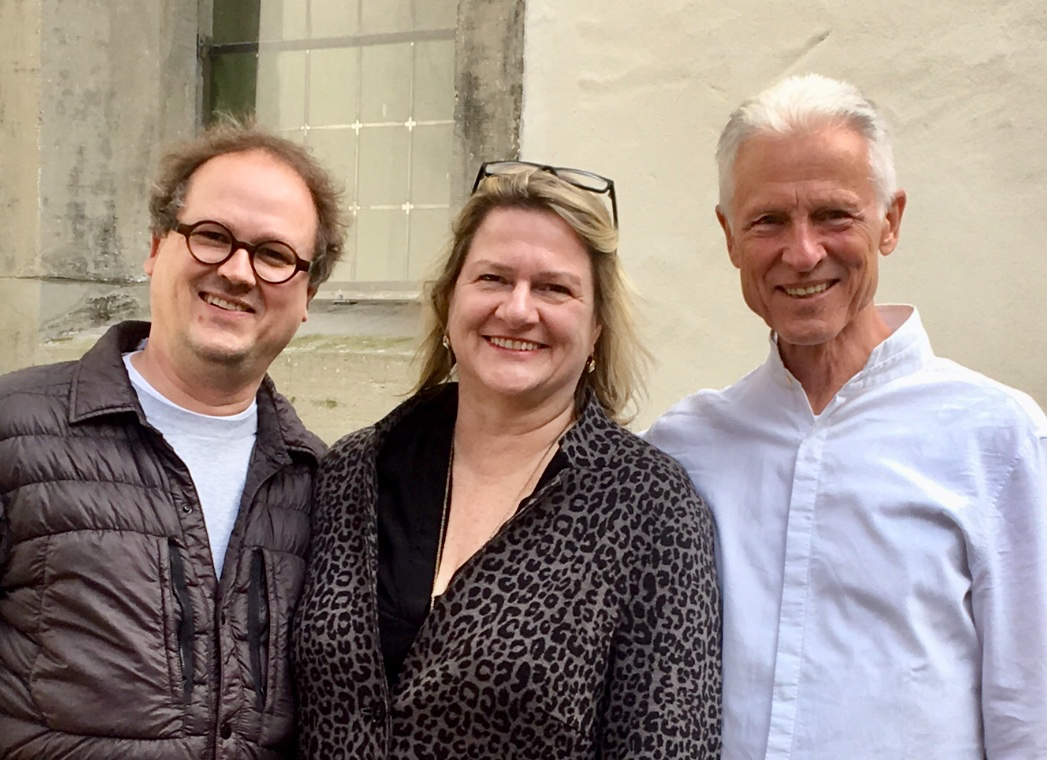
Sven Raap, Martina Rissman und Jürgen Gessner (v. l. n. r.) in Celle, 2018

Die Stiftunglife ist eine im Jahr 1989 gegründete deutsche gemeinnützige Stiftung mit Sitz in Celle, die in Deutschland für ihre Unterstützung der Tafeln zur Ausgabe von Lebensmitteln an Bedürftige bekannt ist. Sie verfolgt den Grundsatz, dass ihre Mittel zur einen Hälfte in Deutschland und zur anderen Hälfte im Ausland eingesetzt werden. Die Stiftung schüttete 2020 laut testiertem Jahresabschluss ca. 820.000 Euro aus. Die Stiftung wurde mit 100.000 Mark gegründet und hat zum Jahr 2022 nach eigenen Angaben ein Stiftungsvermögen von rund 21 Millionen Euro.
Die Stiftunglife hat keine Angestellten, da alle Teammitglieder ehrenamtlich arbeiten. Reisekosten und anfallende Verwaltungskosten trägt jedes Teammitglied selbst. Alle Geldeingänge und alle Ausgaben werden auf einem gläsernen Konto transparent mit Zahlungsbelegen und detaillierten Projektbeschreibungen veröffentlicht.

## Geschichte
Die Stiftung geht zurück auf einen Kontakt des Immobilienunternehmers Jürgen Gessner mit Karlheinz Böhm im Jahr 1984, dessen Projekt Menschen für Menschen Gessner in den folgenden Jahren finanziell und organisatorisch unterstützte. Im Jahr 1989 gründete Gessner zusammen mit seinem Geschäftspartner Sven Raap die Stiftung unter dem Namen „Stiftung Life, gemeinnützige Stiftung für Leben und Umwelt“ mit einem Stiftungsvermögen von zunächst 100.000 Mark.
1993 kam Gessner mit der Idee der Tafeln in Berührung und brachte Vertreter der bis dahin in Deutschland tätigen Gruppen zusammen. Er initiierte die Gründung des Bundesverbandes Deutsche Tafel, dessen Verwaltung zunächst die Stiftung übernahm, Gessner wurde sein erster Vorsitzender. Außerdem regte er die Eintragung einer Bildmarke der Tafeln an, die allen Gruppen zur Verfügung steht, die Lebensmittel direkt an Bedürftige ausgeben, überkonfessionell organisiert sind, keiner Partei nahestehen und keine Konkurrenz zu bestehenden Tafeln darstellen. Bis 1997 wuchs die Zahl der Tafeln auf über 300, der Bundesverband warb bundesweite Sponsoren aus dem Lebensmittelhandel an, aber auch einen Automobilhersteller, ein Medienunternehmen und weitere.
2000 wählte der Bundesverband Deutsche Tafel einen eigenen Vorstand, die Stiftunglife trat in den Hintergrund und begann in diesem Jahr mit ihrer organisierten Fördertätigkeit für die lokalen Tafeln und kooperierte dazu mit den Lions Clubs. 2007/2008 wurde mit dem Bau einer Grundschule in Äthiopien in Kooperation mit Karlheinz Böhm begonnen, im selben Jahr begann die Tätigkeit in Myanmar, das schnell zu einem Schwerpunktland wurde.

## Tätigkeitsbereiche
In Deutschland unterstützte die Stiftunglife 14 Jahre lang die Tafeln bei der Beschaffung von Kühltransportern für die Abholung und Verteilung von Lebensmitteln. Insgesamt wurden 422 Fahrzeuganschaffungen im Gesamtwert von 20 Millionen Euro gefördert. Das Förderprogramm teilte die Anschaffungskosten von 33.000 Euro gleichmäßig zwischen den Tafeln, den örtlichen Lions Clubs und der Stiftunglife. Nach dem Bekanntwerden der tatsächlichen Luftverschmutzung durch Dieselfahrzeuge im sog. Dieselskandal hat die Stiftunglife das Förderprogramm 2017 eingestellt. Aber auch danach hat die Stiftunglife immer wieder (zusammen mit dem Lions Club) die örtlichen Tafeln finanziell unterstützt. Die Stiftunglife fördert in Deutschland zudem Initiativen für gesunde Ernährung.
In Deutschland und Österreich arbeitet die Stiftunglife mit dem Circus Roncalli zusammen. Bei geteilten Kosten werden Kinder aus sozial schwachen Familien eingeladen, den Zirkus zu besuchen, wenn dieser in ihrer Stadt ist. Die Stiftunglife fördert in Deutschland zudem Initiativen für gesunde Ernährung und engagiert sich vielfältig für die Integration von Flüchtlingen.
Im Ausland liegt der Schwerpunkt in Myanmar auf den Bereichen Kinder, Schulen und Studenten, Solarlampen und Solar-/Wasseranlagen und Trinkwasseraufbereitung. Alle Projekte sind auf eine nachhaltige Zusammenarbeit ausgelegt. Jedes Projekt wird ein- bis zweimal pro Jahr besucht und begutachtet. Mit den Swimming Doctors wird seit 2010 eine schwimmende Arztpraxis im Delta des Irrawaddy betrieben. Deutsche Ärzte unterstützen ihre burmesischen Kollegen durch regelmäßige Zusammenarbeit an Bord.
Für die Projekte Schulen, Solarlampen, Wasseraufbereitung und auch in der schwimmenden Arztpraxis bezahlen die Empfänger jeweils einen kleinen Beitrag, der bei Investitionen aus Stiftungsmitteln vervielfacht wird oder von gewählten Vertretern vor Ort für Gemeinschaftsaufgaben ausgegeben werden kann.
Bis 2012 unterstützte die Stiftunglife darüber hinaus ein ursprünglich von Menschen für Menschen eingerichtetes Krankenhaus in Äthiopien. Weitere abgeschlossene Projekte sind der Bau von insgesamt 600 Fischerbooten für Fischerfamilien, die bei Tsunami- und Sturm-Katastrophen in den Jahren 2004, 2008 und 2010 ihren Lebensunterhalt verloren haben.
Seit dem Beginn des Russischen Überfalls auf die Ukraine 2022 finanziert die Stiftung Hilfslieferungen von Waren des täglichen Bedarfs, Lebensmitteln und Medikamenten in die Ukraine.